# 博川站
博川站（韓語：박천역）是朝鮮民主主義人民共和國平安北道博川郡的一個鐵路車站，属于博川線。

## 邻近车站
博川線
孟中里站 - 博川站